# 小行星14062
小行星14062（14062 Cremaschini）是一颗绕太阳运转的小行星，为主小行星带小行星。该小行星于1996年2月14日发现。

## 轨道参数
小行星14062的轨道半长轴为2.4324670 UA，离心率为0.129。